# Kirsten Barnes
Jennifer-Kirsten Barnes (Londen, 26 maart 1968) is een Canadees voormalig roeister. Ze maakte haar debuut tijdens de Olympische Zomerspelen 1988 in de dubbel-twee, aan de zijde van Sarah Ann Ogilvie. Samen behaalden ze de zevende plaats. Tijdens de Wereldkampioenschappen roeien 1991 won ze de gouden medaille in de acht en de vier-zonder. Op de Olympische Zomerspelen 1992 won Barnes de gouden medaille in de vier-zonder. In de acht won ze samen met haar teamgenoten van de vier-zonder en de leden van de gouden twee-zonder de olympische titel. De vier-zonder stond alleen tijdens de Olympische Zomerspelen 1992 op het olympische programma. Na afloop van de Olympische Zomerspelen 1992 beëindigde Barnes haar carrière.

## Resultaten
- Olympische Zomerspelen 1988 in Seoel 7e in de twee-zonder
- Wereldkampioenschappen roeien 1989 in Bled 4e in de vier-zonder
- Wereldkampioenschappen roeien 1991 in Wenen  in de vier-zonder
- Wereldkampioenschappen roeien 1991 in Wenen  in de acht
- Olympische Zomerspelen 1992 in Barcelona  in de vier-zonder
- Olympische Zomerspelen 1992 in Barcelona  in de acht

1992: Kirsten Barnes & Brenda Taylor &  Jessica Monroe & Kay Worthington ·
2020: Lucy Stephan & Rosemary Popa & Jessica Morrison & Annabelle McIntyre ·
2024: Marloes Oldenburg & Hermijntje Drenth & Tinka Offereins & Benthe Boonstra
1976: Goretzki & Knetsch & Richter & Ahrenholz & Kallies & Ebert & Lehmann & Müller & Wilke ·
1980: Boesler & Neisser & Köpke & Schütz & Kühn & Richter & Sandig & Metze & Wilke ·
1984: O'Steen & Metcalf & Bower & Graves & Flanagan & Norelius & Thorsness & Keeler & Beard ·
1988: Strauch & Zeidler & Haacker & Wild & Kluge & Schröer & Balthasar & Stange & Neunast ·
1992: Barnes & Taylor & Delehanty & Crawford & McBean & Worthington & Monroe & Heddle & Thompson ·
1996: Tănase & Cochelea & Gafencu & Spîrcu & Olteanu & Lipă & Popescu & Ignat & Georgescu ·
2000: Damian & Susanu & Olteanu & Cochelea & Dumitrache & Lipă & Gafencu & Ignat & Georgescu ·
2004: Florea & Susanu & Bărăscu & Papuc & Gafencu & Lipă & Damian & Ignat & Georgescu ·
2008: Cafaro & Cummins & Davies & Francia & Goodale & Lind & Logan & Shoop & Whipple ·
2012: Cafaro & Francia & Lofgren & Ritzel, Musnicki & Logan & Lind, Davies & Whipple ·
2016: Elmore & Gobbo & Logan & Musnicki, Polk & Regan & Schmetterling & Simmonds & Snyder ·
2020: Roman & Gruchalla-Wesierski & Roper & Proske & Grainger & Mailey & Payne & Wasteneys & Kit ·
2024: Rusu & Anghel & Bodnar & Lehaci & Adam & Bereș & Vrînceanu & Radiș & Petreanu